# Molested
Molested war eine Death-Metal-Band aus Bergen, Norwegen.

## Geschichte
Die Band wurde 1991 von Øystein G. Brun, Kenneth Lian, Trond Turnes und Erlend Erichsen gegründet. Nach der Veröffentlichung von zwei Demos, die im Grieghallen-Studio aufgenommen wurden, erhielt die Band einen Plattenvertrag beim neu gegründeten norwegischen Label Effigy Records, auf welchem 1995 das Debütalbum Blod Draum erschien.
Im Jahr 1995 gründete Brun die Band Borknagar. Im selben Jahr erhielt Molested einen Plattenvertrag beim spanischen Label Repulse Records, der zwei Alben umfasste. Die beiden Alben wurde jedoch nicht realisiert. 1997 erschien dann noch das Stormvold-Minialbum, welches Material von 1995 enthielt. Im Jahr 1997 löste sich Molested auf, da die Band Borknagar mittlerweile zu viel Zeit in Anspruch nahm. Erlend Erichsen spielte ab 1999 bei der norwegischen Black-Metal-Band Gorgoroth als Schlagzeuger. In der Zeit des Bestehens der Band gab es keine Line-up-Wechsel.

## Musik
Molested spielten komplexen, black-metal-geprägten Death Metal, dabei verwendeten sie auch metal-untypische Instrumente wie etwa eine Maultrommel. Ebenso finden sich in der Musik norwegische Folkmusik-Einflüsse, die die Band mit Blastbeats und tiefer gestimmten Gitarren verband. Sascha Falquet beschrieb die Musik im Voices from the Darkside als „ziemlich technisch und sehr, sehr komplex“ und gleichzeitig „natürlich“.
Nach den Texten und dem Konzept der Band gefragt, antwortete Brun, es sei den Lesern und Hörern überlassen, was die Texte für sie bedeuten. Beim Schreiben der Texte sei er von der Gewalt der Natur, vor der moderne Menschen sich fürchten, inspiriert, und darum gehe es bei Molested. Während viele Death-Metal-Bands in Skandinavien mit Anfeindungen seitens der dortigen Black-Metal-Szene zu rechnen hatten, wurde die Band dort als die laut Brun, der sich der Black-Metal-Szene zugehörig sah, „einzige WAHRE Death-Metal-Band in Norwegen“ respektiert. Auf die zunehmenden rechtsextremen Tendenzen in der Szene angesprochen, entgegnete er: „Everybody progresses in their lives and way of thinking ! That deserves respect !“, organisierte Religion lehnte er als etwas für die Schwachen ab.

## Diskographie
- Stalk the Dead (Demo, 1991)
- Unborn Woods in Doom (Demo, 1993)
- Blod Draum (1995)
- Stormvold (EP, 1997)